# Região Geográfica Imediata de Birigui-Penápolis
A Região Geográfica Imediata de Birigui - Penápolis é uma das 53 regiões imediatas do estado brasileiro de São Paulo, uma das três regiões imediatas que compõem a Região Geográfica Intermediária de Araçatuba e uma das 509 regiões imediatas no Brasil, criadas pelo IBGE em 2017.
É composta por 19 municípios, tendo uma população estimada pelo IBGE para 1.º de julho de 2017, de 285 812 habitantes e uma área total de 4 829,53 km².

## Municípios
Fonte: IBGE – Cidades
| Município             | População Estimada (2017) | Área (km²) |
| --------------------- | ------------------------- | ---------- |
| Alto Alegre           | 4 154                     | 318.574    |
| Avanhandava           | 13 112                    | 338.37     |
| Barbosa               | 7 251                     | 205.212    |
| Bilac                 | 7 837                     | 158.025    |
| Birigui               | 120 692                   | 530.031    |
| Braúna                | 5 557                     | 195.176    |
| Brejo Alegre          | 2 812                     | 105.689    |
| Buritama              | 16 841                    | 326.921    |
| Clementina            | 8 254                     | 168.59     |
| Coroados              | 5 885                     | 246.825    |
| Gabriel Monteiro      | 2 791                     | 138.681    |
| Glicério              | 4 800                     | 272.8      |
| Lourdes               | 2 270                     | 113.94     |
| Luiziânia             | 5 633                     | 166.576    |
| Penápolis             | 62 738                    | 711.315    |
| Piacatu               | 5 846                     | 232.488    |
| Santópolis do Aguapeí | 4 687                     | 128.026    |
| Turiúba               | 2 016                     | 153.235    |
| Zacarias              | 2 636                     | 319.056    |
| Total                 | 285 812                   | 318,574    |